# Lipovice
Lipovice jsou obec v okrese Prachatice v Jihočeském kraji. Leží zhruba 3,5 kilometru severovýchodně od Vlachova Březí a deset kilometrů severně od Prachatic. Žije zde 228 obyvatel.

## Historie
První písemná zmínka o obci pochází z roku 1386. Uvádí se jako sídlo zemanského rodu Lipovských z Lipovice. Připomínají se Michálek (zemřel 1454), Chval (1513) a Markvart (zemřel 1461). Roku 1544 byla ves prodána Divišovi Boubínskému z Újezda. V roce 1623 byla ves dále prodána Janovi st. Častolárovi z Dlouhé Vsi, roku 1665 prodána Hýzrlům z Chodů, roku 1693 ves připojena k Vlachovu Březí. V polovině 19. století se stala ves samostatnou obcí.

## Obyvatelstvo
| Rok            | 1869 | 1880 | 1890 | 1900 | 1910 | 1921 | 1930 | 1950 | 1961 | 1970 | 1980 | 1991 | 2001 | 2011 | 2021 |
| -------------- | ---- | ---- | ---- | ---- | ---- | ---- | ---- | ---- | ---- | ---- | ---- | ---- | ---- | ---- | ---- |
| Počet obyvatel | 507  | 488  | 499  | 510  | 512  | 501  | 418  | 328  | 295  | 235  | 211  | 215  | 181  | 188  | 201  |
| Počet domů     | 72   | 72   | 73   | 74   | 75   | 74   | 82   | 84   | 73   | 70   | 67   | 77   | 81   | 83   | 83   |

## Obecní správa
Mezi lety 1869–1963 Lipovice byly obcí v okrese Prachatice. V letech 1964–1990 patřily jako část městyse k Dubu a od 24. listopadu 1990 jsou opět samostatnou obcí.

### Části obce
- Lipovice
- Konopiště

### Obecní symboly
Znak a vlajka byly obci uděleny rozhodnutím předsedkyně Poslanecké sněmovny Parlamentu České republiky dne 13. května 2022.

## Pamětihodnosti
- Tvrz Lipovice
- Návesní kaple Svatých Andělů Strážných s oltáříkem ve stylu selského baroka pochází z první poloviny 19. století a je dílem Jakuba Bursy.
- Špýcharový dům s obytnou světnicí a valeně klenutou sýpkou.
- Usedlost čp. 4 byla vystavěna ve stylu selského baroka a je pozdní prací zednického mistra Jakuba Bursy z roku 1857.
- Asi půl kilometru západně od Lipovice v oblasti zvané "V luhu" byla identifikována skupina třinácti slovanských mohyl.